# Simon Woods
Simon Woods (ur. 1980) – brytyjski aktor telewizyjny i filmowy.

## Życiorys
Kształcił się w Eton College, następnie w Magdalen College w ramach Uniwersytetu Oksfordzkiego. Po ukończeniu studiów z zakresu literatury angielskiej krótko pracował w redakcji dziennika „The Guardian”, po czym zajął się aktorstwem. Debiutował w 2003 w brytyjskich serialach telewizyjnych. W 2005 wystąpił jako Charles Bingley w filmowej adaptacji powieści Duma i uprzedzenie. Zagrał obok wcielającej się w postać Jane Bennet aktorki Rosamund Pike, której wcześniej przez dwa lata był życiowym partnerem. W 2007 zagrał Oktawiana Augusta w części drugiego sezonu serialu telewizyjnego Rzym. W 2009 ujawnił swoją orientację homoseksualną (jego partnerem został w tym samym roku Christopher Bailey, dyrektor brytyjskiego domu mody Burberry).

## Wybrana filmografia
- 2003: Charles II: The Power & the Passion (serial TV)
- 2003: Szpiedzy z Cambridge (serial TV)
- 2004: Detektyw Foyle (serial TV)
- 2005: Duma i uprzedzenie
- 2005: Elżbieta I (serial TV)
- 2005: The Queen's Sister
- 2006: Penelope
- 2006: Starter for 10
- 2007: Angel
- 2007: Powrót do Cranford (serial TV)
- 2007: Rzym (serial TV)[4]
- 2008: Sunni i słoń